# Modolești (Întregalde), Alba
Modolești este un sat în comuna Întregalde din județul Alba, Transilvania, România.

## Obiective turistice
- Rezervația naturală Cheile Întregalde (25 ha).

 Acest articol despre o localitate din județul Alba este deocamdată un ciot. Puteți ajuta Wikipedia prin completarea lui.